# Marion Muller-Colard
Marion Muller-Colard és una teòloga protestant i escriptora francesa, nascuda a Marsella el 1978. És membre del Comitè consultiu nacional d'ètica per les ciències de la vida i la salut de França (2017).

## Biografia
Marion Muller-Colard és doctora per la facultat de teologia protestant d'Estrasburg. Després d'un any d'especialització d'estudis jueus a Jerusalem, va consagrar els seus anys de recerca a un estudi del Llibre de Job, i com a voluntària de mediació penal. Igualment, també ha escrit les seves meditacions pel setmanari protestant francès Réforme.
Paral·lelament, ha publicat a la premsa històries juvenils. Ha publicat la seva primera novel·la a les edicions Gallimard el 2011: Prunelle de mes yeux a la col·lecció Folio Junior. El seu assaig L'Autre Dieu. La Plainte, la Menace et la Grâce va obtenir el 2015 el premi "Écritures & Spiritualités" i "Spiritualités d'aujourd'hui".
Va ser nomenada membre del Comitè consultiu nacional d'ètica per les ciències de la vida i la salut de França en qualitat de personalitat pertanyent a les principals famílies filosòfiques i espirituals el 26 de desembre de 2017.
Viu als Vosges alsacians amb el seu marit i els seus dos fills.

## Obres

### Assaigs i contes
- Détails d'Évangile, Passiflores, 2012 ISBN 978-2-918469-39-1
- L'Autre Dieu. La Plainte, la Menace et la Grâce, Labor et Fides, 2014 ISBN 978-2-8309-1554-9.[5] Premi Spiritualités d'Aujourd'hui i Premi Écritures & Spiritualités.[6]
- Le Complexe d'Élie, Labor et Fides, 2016 ISBN 978-2-8309-1594-5
- L'Intranquillité, Bayard, coll. J'y crois, 2016 ISBN 978-2-227-48914-1. Premi d'Espiritualitat Panorama-La Procure[7]
- Eclats d'évangile, Bayard - Labor et Fides, 2017 ISBN 978-2-8309-1630-0
- Le plein silence, Labor et Fides, 2018 ISBN 978-2-8309-1654-6
- La vierge et moi, Bayard, 2019 - ISBN 978-2227497979

### En català
- La intranquil·litat, Fragmenta Editorial, Barcelona, 2020 ISBN 978-84-17796-23-5
- L'altre Déu, Fragmenta Editorial, Barcelona, 2020 ISBN 978-84-17796-35-8

### Literatura juvenil
- Prunelle de mes yeux, Gallimard Jeunesse, 2011 ISBN 978-2-07-063812-3
- Plume d'Ange, Passiflores, 2013 ISBN 978-2-918469-63-6
- Le tam-tam magique, illustrations de Mylène Rigaudie, éd. Milan, 2013
- Le Professeur Freud parle aux poissons, illustré par Nathalie Novi, Les petits Platons, 2014 ISBN 978-2-36165-047-6
- Le petit théâtre de Hannah Arendt, illustré par Clémence Pollet, Les petits Platons, 2014 ISBN 978-2-36165-069-8
- Bouche cousue, coll. « Scripto », Gallimard Jeunesse, 2016 ISBN 9782070573295

### Teatre
El petit Théâtre de Hannah Arendt, Bouche cousue i La vierge et moi han estat adaptades al teatre per la companyia alsaciana Le gourbi bleu en el marc d'un espectacle en tres parts (Tryptique) estrenat a Illzach, el 2 de novembre de 2019.

## Premis i reconeixements
El seu assaig L'altre Déu. El plany, l'amenaça i la gràcia (Fragmenta Editorial, 2020), va rebre el Premi Abat Marcet de llibre religiós en català, en la segona edició de 2020, i que organitza la Lliga Espiritual de la Mare de Déu de Montserrat.